# Mistrzostwa Świata Juniorów w Narciarstwie Klasycznym 2017
Mistrzostwa Świata Juniorów w Narciarstwie Klasycznym 2017 – zawody sportowe, które zostały rozegrane pomiędzy 30 stycznia – 5 lutego 2017 roku w amerykańskim Park City. Podczas mistrzostw zawodnicy rywalizowali w 22 konkurencjach w trzech dyscyplinach klasycznych: skokach narciarskich, kombinacji norweskiej i biegach narciarskich.

## Program
30 stycznia
- Biegi narciarskie – sprint (M/K)

31 stycznia
- Biegi narciarskie (U 23) – sprint (M/K)
- Kombinacja norweska – HS 100/10 km (M)

1 lutego
- Biegi narciarskie – 5 kilometrów (K)
- Biegi narciarskie – 10 kilometrów (M)
- Skoki narciarskie – skocznia normalna indywidualnie (M)
- Skoki narciarskie – skocznia normalna indywidualnie (K)

2 lutego
- Biegi narciarskie (U 23) – 10 kilometrów (K)
- Biegi narciarskie (U 23) – 15 kilometrów (M)
- Kombinacja norweska – HS 100/4×5 kilometrów drużynowo (M)

3 lutego
- Biegi narciarskie – bieg łączony (K/M)
- Skoki narciarskie – HS 100 drużynowo (K/M)

4 lutego
- Biegi narciarskie (U 23) – bieg łączony (K/M)
- Kombinacja norweska – HS 100/5 km (M)

5 lutego
- Biegi narciarskie – sztafeta 4×3,3 km (K)
- Biegi narciarskie – sztafeta 4×5 km (M)
- Skoki narciarskie – HS 100 konkurs mieszany

## Medaliści

### Biegi narciarskie – juniorzy
Mężczyźni
| Konkurencja              | Data             | Złoto                                                                                                 | Srebro                                                                               | Brąz                                                                    |
| ------------------------ | ---------------- | --- | ------------------------------------------------------------------------------------ | ----------------------------------------------------------------------- |
| Sprint stylem klasycznym | 30 stycznia 2017 | Janosch Brugger                                                                                       | Petter Stakston                                                                      | Herman Martens Meyer                                                    |
| 10 km stylem dowolnym    | 1 lutego 2017    | Władisław Wieczkanow                                                                                  | Jegor Kazarinow                                                                      | Jarosław Ryboczkin                                                      |
| 20 km bieg łączony       | 3 lutego 2017    | Władisław Wieczkanow                                                                                  | Thomas Helland Larsen                                                                | Harald Østberg Amundsen                                                 |
| Bieg sztafetowy 4×5 km   | 5 lutego 2017    | Norwegia Herman Martens Meyer · Jon Rolf Skamo Hope · Harald Østberg Amundsen · Thomas Helland Larsen | Rosja Jegor Kazarinow · Kiriłł Kiłiwniuk · Jarosław Ryboczkin · Władisław Wieczkanow | Francja Martin Collet · Camille Laude · Hugo Lapalus · Arnaud Chautemps |

Kobiety
| Konkurencja              | Data             | Złoto                                                                           | Srebro                                                                        | Brąz                                                                               |
| ------------------------ | ---------------- | ------------------------------------------------------------------------------- | ----------------------------------------------------------------------------- | ---------------------------------------------------------------------------------- |
| Sprint stylem klasycznym | 30 stycznia 2017 | Polina Niekrasowa                                                               | Antonia Fräbel                                                                | Coletta Rydzek                                                                     |
| 5 km stylem dowolnym     | 1 lutego 2017    | Ebba Andersson                                                                  | Marte Mæhlum Johansen                                                         | Marija Istomina                                                                    |
| 10 km bieg łączony       | 3 lutego 2017    | Marte Mæhlum Johansen                                                           | Ebba Andersson                                                                | Katharine Ogden                                                                    |
| Bieg sztafetowy 4×3,3 km | 5 lutego 2017    | Rosja Polina Niekrasowa · Lidija Durkina · Anna Żeriebiatjewa · Marija Istomina | Włochy Martina Bellini · Anna Comarella · Francesca Franchi · Cristina Pittin | Stany Zjednoczone Hailey Swirbul · Julia Kern · Hannah Halvorsen · Katharine Ogden |

### Biegi narciarskie – U 23
Mężczyźni
| Konkurencja              | Data             | Złoto               | Srebro              | Brąz            |
| ------------------------ | ---------------- | ------------------- | ------------------- | --------------- |
| Sprint stylem klasycznym | 31 stycznia 2017 | Fredrik Riseth      | Aleksandr Bolszunow | Joachim Aurland |
| 15 km stylem dowolnym    | 2 lutego 2017    | Aleksandr Bolszunow | Aleksiej Czerwotkin | Dienis Spicow   |
| 30 km bieg łączony       | 4 lutego 2017    | Aleksandr Bolszunow | Aleksiej Czerwotkin | Dienis Spicow   |

Kobiety
| Konkurencja              | Data             | Złoto            | Srebro            | Brąz             |
| ------------------------ | ---------------- | ---------------- | ----------------- | ---------------- |
| Sprint stylem klasycznym | 31 stycznia 2017 | Anna Dyvik       | Thea Krokan Murud | Maja Dahlqvist   |
| 10 km stylem dowolnym    | 2 lutego 2017    | Anna Dyvik       | Tiril Udnes Weng  | Lovise Heimdal   |
| 15 km bieg łączony       | 4 lutego 2017    | Lotta Udnes Weng | Johanna Matintalo | Jana Kirpiczenko |

### Skoki narciarskie
Mężczyźni
| Konkurencja                       | Data          | Złoto                                                                         | Srebro                                                                            | Brąz                                                                                    |
| --------------------------------- | ------------- | ----------------------------------------------------------------------------- | --------------------------------------------------------------------------------- | --------------------------------------------------------------------------------------- |
| Skocznia normalna – indywidualnie | 1 lutego 2017 | Viktor Polášek                                                                | Alex Insam                                                                        | Constantin Schmid                                                                       |
| Skocznia normalna – drużynowo     | 3 lutego 2017 | Słowenia 1. Žiga Jelar · 2. Tilen Bartol · 3. Aljaž Osterc · 4. Bor Pavlovčič | Niemcy 1. Martin Hamann · 2. Tim Fuchs · 3. Felix Hoffmann · 4. Constantin Schmid | Austria 1. Markus Rupitsch · 2. Mika Schwann · 3. Clemens Leitner · 4. Janni Reisenauer |

Kobiety
| Konkurencja                       | Data          | Złoto                                                                            | Srebro                                                                       | Brąz                                                                                 |
| --------------------------------- | ------------- | -------------------------------------------------------------------------------- | ---------------------------------------------------------------------------- | ------------------------------------------------------------------------------------ |
| Skocznia normalna – indywidualnie | 1 lutego 2017 | Manuela Malsiner                                                                 | Ema Klinec                                                                   | Nika Križnar                                                                         |
| Skocznia normalna – drużynowo     | 3 lutego 2017 | Niemcy 1. Agnes Reisch · 2. Luisa Görlich · 3. Pauline Heßler · 4. Gianina Ernst | Słowenia 1. Jerneja Brecl · 2. Katra Komar · 3. Nika Križnar · 4. Ema Klinec | Austria 1. Claudia Purker · 2. Sophie Mair · 3. Elisabeth Raudaschl · 4. Julia Huber |

Mieszane
| Konkurencja                   | Data          | Złoto                                                                      | Srebro                                                                              | Brąz                                                                              |
| ----------------------------- | ------------- | -------------------------------------------------------------------------- | ----------------------------------------------------------------------------------- | --------------------------------------------------------------------------------- |
| Skocznia normalna – drużynowo | 5 lutego 2017 | Słowenia 1. Nika Križnar · 2. Tilen Bartol · 3. Ema Klinec · 4. Žiga Jelar | Niemcy 1. Agnes Reisch · 2. Martin Hamann · 3. Gianina Ernst · 4. Constantin Schmid | Japonia 1. Minami Watanabe · 2. Masamitsu Itō · 3. Fumika Segawa · 4. Yūken Iwasa |

### Kombinacja norweska
Mężczyźni
| Konkurencja                                      | Data             | Złoto                                                                              | Srebro                                                                                 | Brąz                                                                       |
| ------------------------------------------------ | ---------------- | ---------------------------------------------------------------------------------- | -------------------------------------------------------------------------------------- | -------------------------------------------------------------------------- |
| Skocznia normalna, bieg na 10 km – indywidualnie | 31 stycznia 2017 | Arttu Mäkiaho                                                                      | Mika Vermeulen                                                                         | Martin Hahn                                                                |
| Skocznia normalna, bieg na 4×5 km – drużynowo    | 2 lutego 2017    | Austria 1. Samuel Mraz · 2. Marc Luis Rainer · 3. Florian Dagn · 4. Mika Vermeulen | Francja 1. Lilian Vaxelaire · 2. Laurent Muhlethaler · 3. Théo Rochat · 4. Maël Tyrode | Czechy 1. Ondřej Pažout · 2. David Zemek · 3. Jan Vytrval · 4. Lukáš Daněk |
| Skocznia normalna, bieg na 5 km – indywidualnie  | 4 lutego 2017    | Vinzenz Geiger                                                                     | Arttu Mäkiaho                                                                          | Laurent Muhlethaler                                                        |

## Tabela medalowa
| Miejsce | Państwo           | złoto | srebro | brąz | razem |
| ------- | ----------------- | ----- | ------ | ---- | ----- |
| 1.      | Rosja             | 6     | 5      | 5    | 16    |
| 2.      | Norwegia          | 4     | 5      | 4    | 13    |
| 3.      | Niemcy            | 3     | 3      | 3    | 9     |
| 4.      | Szwecja           | 3     | 1      | 1    | 5     |
| 5.      | Słowenia          | 2     | 2      | 1    | 5     |
| 6.      | Finlandia         | 1     | 2      | 0    | 3     |
| 6.      | Włochy            | 1     | 2      | 0    | 3     |
| 8.      | Austria           | 1     | 1      | 2    | 4     |
| 9.      | Czechy            | 1     | 0      | 1    | 2     |
| 10.     | Francja           | 0     | 1      | 2    | 3     |
| 11.     | Stany Zjednoczone | 0     | 0      | 2    | 2     |
| 12.     | Japonia           | 0     | 0      | 1    | 1     |